# Брандтаухер
Брандтаухер (нем. Brandtaucher, от слов пожар и нырять) — первая немецкая подводная лодка, была построена в 1850 году по проекту Вильгельма Бауэра компанией «Машиностроительная фабрика и литейный завод Швеффель & Ховальдт» (нем. Maschinenfabrik und Eisengießerei Schweffel & Howaldt) в городе Киль Августом Ховальдтом (нем. August Howaldt). Из-за необычной формы подводную лодку также называли «Железным тюленем» (нем. Eiserner Seehund).

## История

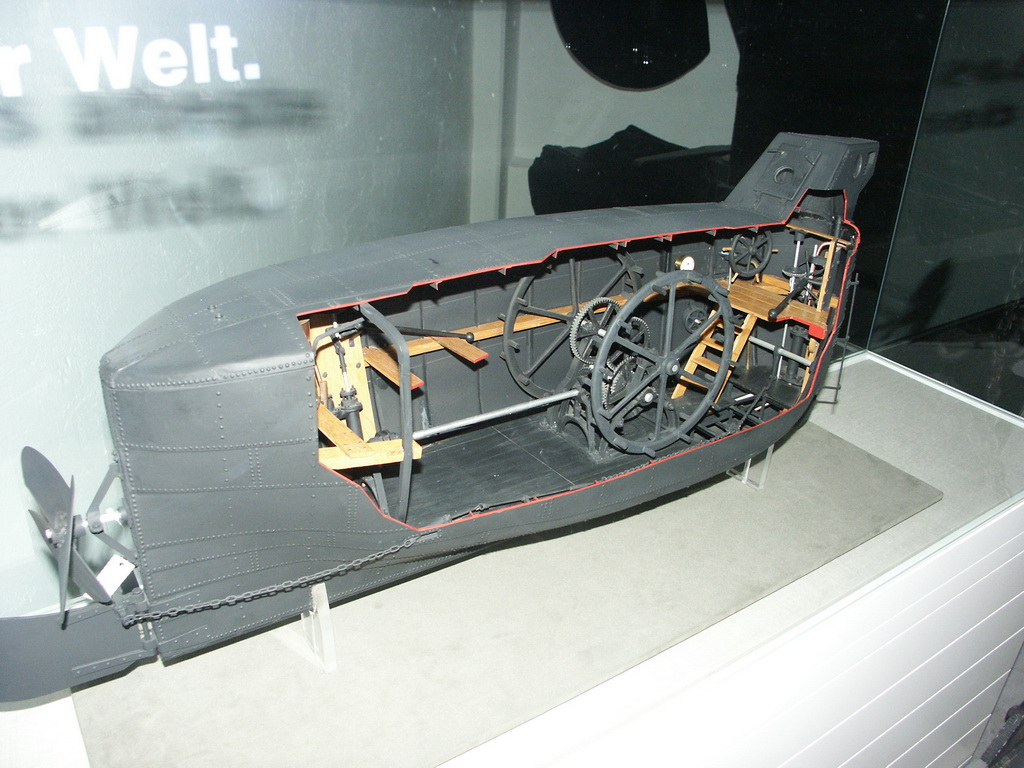
Макет Брандтаухера

Инженер Вильгельм Бауэр добился разрешения на строительство подводной лодки, несмотря на скептическое отношение к этой затее экспертов того времени. Брандтаухер должен был под водой нападать на корабли, мосты и сооружения портов и вызывать пожары. Вооружение лодки состояло из двух водолазных рукавиц, при помощи которых к вражескому объекту прикреплялось нечто вроде бомбы весом около 50 кг, называемое «Бранд». Из-за этого первая немецкая и самая старая сохранившаяся подводная лодка в мире и получила своё название.
После принятия решения о строительстве, проекты Бауэра были сильно изменены: толщина стен была существенно снижена (с 12,5 мм до 6 мм), было увеличено расстояние между шпангоутами, система дифферентовочных цистерн была заменена подвижным чугунным грузом массой 500 кг, балластная вода набиралась в корпус лодки, вместо балластных баков. После нескольких тестов лодка утонула 1 февраля 1851 года, предположительно из-за переизбытка балластной воды. Задняя часть подводной лодки стала настолько тяжёлой, что дифферент не удалось уравнять насосами и чугунным грузом. Лодка затонула в Кильской бухте. При этом боковые стены были сильно смяты. Экипаж успел спастись собственными силами, но был вынужден ждать 6,5 часов уравновешивания давления.
Несмотря на неудачу, Бауэр продолжил свои разработки, реализовав их в построенной по заказу русского великого князя подводной лодке «Зеетойфель».
А Брандтаухер так и остался на дне, его точное местоположение было определено в 1887 году при строительстве Кильской торпедной гавани. Позже Брандтаухер был поднят, восстановлен, и включён в экспозицию Военно-исторического музея бундесвера в Дрездене.